# Boris Shakhlin
Boris Anfiyanovich Shakhlin (en russe : Борис Анфиянович Шахлин, Boris Anfianovitch Chakhline), né le 27 janvier 1932 à Ichim, dans l'oblast de Tioumen, et mort le 30 mai 2008 à Kiev (Ukraine), est un gymnaste soviétique.

## Palmarès

### Jeux olympiques
- Melbourne 1956
  -  médaille d'or par équipes
  -  médaille d'or au cheval d'arçons

- Rome 1960
  -  médaille d'or au concours général individuel
  -  médaille d'or au cheval d'arçons
  -  médaille d'or au saut de cheval
  -  médaille d'or aux barres parallèles
  -  médaille d'argent par équipes
  -  médaille d'argent aux anneaux
  -  médaille de bronze à la barre fixe

- Tokyo 1964
  -  médaille d'or à la barre fixe
  -  médaille d'argent par équipes
  -  médaille d'argent au concours général individuel
  -  médaille de bronze aux anneaux

### Championnats du monde
- Rome 1954
  -  médaille d'or au concours par équipes
  -  médaille d'argent à la barre fixe

- Moscou 1958
  -  médaille d'or au concours par équipes
  -  médaille d'or au concours général individuel
  -  médaille d'or au cheval d'arçons
  -  médaille d'or aux barres parallèles
  -  médaille d'or à la barre fixe

- Prague 1962
  -  médaille d'argent par équipes
  -  médaille d'argent au cheval d'arçons
  -  médaille d'argent aux anneaux
  -  médaille d'argent aux barres parallèles
  -  médaille de bronze au concours général individuel
  -  médaille de bronze au saut de cheval

- Dortmund 1966
  -  médaille d'argent par équipes

### Championnats d'Europe
- Frankfurt 1955
  -  médaille d'or au concours général individuel
  -  médaille d'or au cheval d'arçons
  -  médaille d'or aux barres parallèles
  -  médaille d'or à la barre fixe
  -  médaille d'argent aux anneaux

- Belgrade 1963
  -  médaille d'or aux anneaux
  -  médaille d'or à la barre fixe
  -  médaille d'argent au concours général individuel
  -  médaille d'argent aux barres parallèles
  -  médaille de bronze au cheval d'arçons